# عمر الشغري
عمر أحمد محمد الشغري هو لاجئ سوري، ومتحدث عام وناشط في حقوق الإنسان. يشغل حالياً منصب مدير شؤون المحتجزين في فريق الطوارئ السوري. وهو معروف بجهوده لرفع الوعي حول انتهاكات حقوق الإنسان في سوريا، وتجربته الشخصية في التعذيب والجوع على يد الحكومة السورية خلال سنوات احتجازه الثلاث.

## الحياة الشخصية
وُلد عمر الشغري في 14 أيار 1995م ونشأ في قرية «البيضا» التابعة لمنطقة بانياس شمالي محافظة طرطوس وتطل على ساحل الأبيض المتوسط، كانت من أوائل القرى التي انطلقت فيها الثورة السورية بعد درعا.

## سبب الشهرة
اعتقل النظام السوري عمر لمدة ثلاث سنوات، قضاها في السجون السورية بعد اندلاع الثورة السورية التي خرج بها وهو ذو الخامسة عشر عاماً، خارجاً إلى هذا التجمع بدافع المشاركة والفضول، الجدير بالذكر أنه في مثل تلك الفترة بحزيران قبل خمس سنوات عام 2015، خرج عمر الشغري من سجون النظام السوري إلى رحاب الحرية مكرّساً هذا اليوم تاريخاً جديداً لميلاده بدلاً من 14 أيار، “لأن من يخرج من سجون الموت التي يُديرها النظام يولد من جديد” على حدّ تعبيره، وفي السنوات الثلاث التي أمضاها عمر متنقّلاً بين سجون النظام السوري، أراد تحويلها إلى بارقة أمل في حياة أهالي معتقلين لا يزالون يقبعون في زنزانات الرعب وذلك من خلال انضمامه إلى فريق الشهود الأساسيين لتوثيق عذابات المساجين في إطار قانون قيصرلمعاقبة النظام السوري على جرائمه ضد المدنيين والذي دخل حيّز التنفيذ في 17 يونيو 2020.

## بداية القصة
قضى عمر الشغري طفولة بريئة، يسمع بالحرية، الديمقراطية والوطن دون أن يفهم معانيها، والده ضابط متقاعد من الجيش السوري منذ 2009 -أي قبل اندلاع الثورة بعامين- خرج إلى الشارع بعد أن أخبره ابن خالته أن «العصافير تجمَعت في المدينة» على حد تعبيره وكان يقصد بهذا أن الناس بدأوا بالتجمع في مدينة دمشق، أراد الخروج ولكن منعه والده، بعد إصراره لأول مرة على رأيه بأنه يريد الذهاب منتظرا الصفع من والده القوي الصارم، إلا أنه بعد رفضه عاود إخباره بأنه يمكنه أن يذهب إلى المدينة شريطة أن يوصله بنفسه، وبعد أن أوقفهم الحاجز أخبرهم والده بأنه ضابط متقاعد وأنهم في طريقهم إلى البستان فسمحوا لهم بالعبور، أوقف الماتور، أنزل ابنه وذهب، لم يشعر عمر في هذا الجمع المهيب أن هناك خطأ ما، ابن الخامسة عشرة لم يذهب لينادي بالحرية بل ذهب ليلهو ويتسامر مع رفاقه، لم يكن يعرف ما الهتاف الذي هتفوا به لدرعا ولكنه أعجبه اللحن، وحين أطلقوا النار على رفيقه أخذ يرتعش فقط، وأخيراً لم يكن خائفاً حين قبضت عليه المخابرات السورية. والده ضابط وهؤلاء أصدقاء والده. هكذا كان المشهد في ذهن الصبي، الكثير من الناس مجتمعة لتقضي وقتاً جميلا برفقة بعضهم البعض، لحن جميل، وهتاف جماعي غير مفهوم يدوّي في سماء المدينة، وأخوة والده وأصدقائه جاؤوا ليحموا من كانوا هناك، هذا كل ما راود ذلك الطفل الذي نشأ في أسرة منعت عن نفسها وعنه التطرق للسياسة. «لإنه مش شغلك».

## الاعتقال
لم يقض عمر سوى يومين في سجنه هذا للمرة الأولى في عامه الخامس عشر ولكنه أخرج عن طريق والده إلا أنه تلقى نصيبه من الضرب والتنكيل في السجون السورية. ولكن أعيد اعتقاله عام 2011 وذكر تفاصيل مروعة عن الفترة التي قضاها في سجن الفرع 215 سيئ السمعة خارج دمشق. يقول إنه تعرض للتعذيب وقلعت أظافره وكان محاطًا بالجثث. تم اقتيادهم بداية إلى قرية مجاورة جعلت هذه المخابرات أحد منازلها كمقر لهم، حيث تعرض الشبان المعتقلون لتعذيب شديد وشارك النساء والأطفال في تعذيبهم من خلال ضربهم بالهراوات الخشبية وقضبان الحديد والسلاسل، وبعد ذلك تم اقتياد «عمر» ورفاقه إلى مقر الأمن في طرطوس وهناك تم التحقيق معهم بقسوة، وتعرضوا لتعذيب شديد، ووجهت لهم تهم قتل ضباط من جيش النظام: «قلت لهم أنا شاب صغير، كيف يمكن لي أن أقتل ولم يسبق لي أن رأيت السلاح». وتابع عمر: «لم ترقْ لهم إجابتي فعلقوني بسلاسل مربوطة بسقف الزنزانة أمام أبناء خالتي وأخضعوني لصدمات كهربائية كما كسروا ساقي جرّاء الضرب العنف بالعصي الغليظة دون شفقة أو رحمة».وبعد ذلك تم نقله إلى فرع الأمن (215) بدمشق الذي اكتسب سمعة سيئة وصار معروفاً عالمياً بعد تسريب صور «سيزر» لمئات المعتقلين الذين ماتوا في أقبيته تحت التعذيب، وأمضى «عمر» داخل جدران هذا الفرع حوالي 21 شهرا، وخلال الأشهر الثلاث الأولى من اعتقاله شهد مقتل ابني خالته «رشاد» و«بشير حديفة» الذي توفي بين يديه إثر تعذيب قوات النظام لهم، بعد فتح شرخ يمتد من كتفه إلى أسفل ظهره باستخدام البراغي، ومن ثم تم نقله إلى سجن «صيدنايا» بتاريخ 14/8/2014 والمعروف باسم «المسلخ» سجن صيدنايا. قضى فيه أسوء أيام حياته، شعروا بالدود يتحرك في أجسامهم، أطفئت السجائر في أجسادهم، عذبوهم بشتى الوسائل، وصل تعذيب الواحد منهم إلى 700-800 ضربة في حزام مصنوع من كوشوك السيارات والجرافات، اقتلعوا أظافرهم. كان يومهم مقسم إلى ساعات عديدة من التعذيب، ساعات ممرضة للجلوس في وضعية القرفصة، 5 حبات بطاطا مقسمة على 35 سجين، وضرب لا يتوقف عند ذهابك لقضاء الحاجة، وممر مليئ بالجثث والجرحى، عدا عن كونك ممنوعاً حتى من الهمس.
إلا أنه في يوم بدأ أحدهم بالاستفسار عن اسم من بجانبه، ليكون الطبيب والمهندس والمعلم والمحامي وعمر، الذي حاولوا ضمه حينما عرفوا اسمه «السني»، فإذا كان اسمك عمر فعقابك يكون مضاعفاً مما كان يثير شفقة المعتقلين، وذلك لشدة التعذيب والتنكيل. فضربة أخرى زائدة من الممكن أن تؤدي إلى قتلك، لم يكن هناك سوى البؤس والدم في وجوه المعتقلين وعلى حائط السجن، كان «بشير» كل ما يملكه عمر في ذلك الحين، بعد أن سمع عن موت جميع عائلته في مجزرة البيضا. كما كان أمله الذي يشع من خلال ابتسامته العريضة التي لا تكلّفه شيئاً على حد تعبيره إلا أنها تبعث بصيص أمل في هذه البقعة البائسة من العالم، كما أصبح المعتقلين يبادلونه تلك الابتسامة، وبعد أن رحل بشير حاول عمر تقليد ابتسامته التي ظنوا من حوله أنه صار مجنونا بعد خسارته لكل شيء، ولكن بعد فترة نجح في جعله محط الأمل في تلك البقعة. كما نجح الأطباء في علاج طفيف لجروحهم ربما جعلهم يعيشون لساعات أكثر، عدا عن الطبيب النفسي الذي جعل من التعذيب وسيلة للعيش؛ إذ مزيدا عن 14 ساعة من القرفصة يمكن لها أن تميتك أو تشل جسمك، تعذيبك يؤدي إلى تحرك دورتك الدموية وبالتالي حمايتك من الموت الذي يطاردك في كل ضربة تتلقاها، وفي كل صوت من العسكر تسمعه، مكان تقضي فيه كل وقتك بحثا النجاة في الوقت الذي تسمعك كل دواعي الموت ضجيجها، من الطبيعي جداً أن تقتل لأن شكلك أو اسمك لا يعجب السجان.

## خروجه من السجن
بحلول الوقت الذي جمعت فيه والدة الشغري ما يكفي من المال لإخراجه، تلك الأم الشجاعة على حد تعبيره لم تتركه، قال إنه كان ظلًا لما كان عليه في السابق: «نحيف، متعب، مريض جداً ومصاب بالسل». ويروي عمر أن المخابرات العسكرية اعتقلته مع عدد من شبان «البيضا» بتاريخ 12 نيسان/2011، ولم يكن عمره قد تجاوز 16. وبعد 3 سنوات داخل «المعتقل الجحيمي» أورثته مرض السل والهزال الشديد خرج «عمر الشغري»، ليعانق خيوط الشمس، ولكنه تعرض قبل ذلك لـ«بروفة موت» أخيرة، إذ أخرجوه إلى ساحة في بلدة «صيدنايا» بدعوى الإعدام، وطلب منه شبيحة الفرع أن يجثو ساجداً على الأرض في الشارع وأطلقوا النار بجانبه لإيهامه بأن الموت أتى ورحلوا، وأحس آنذاك -كما يقول– بأنه قد مات فعلاً، لأن ذلك الموقف كان أصعب من ألم الرصاصة، وبعد لحظات رفع رأسه ليرى شيئاً غريباً يدعى الشمس الشجر.. الحياة.
ويضيف محدثنا: "بعد ذلك وقفت وتمنيت أن أعود إلى السجن الذي كان يضم أصحابي وأهلي وتساءلت ما الذي افتقده خارجاً "تخيلت انو شو رح اعمل برا وبالحرية بعدما مات الكل برا!". بعد أن أُطلق سراح «عمر» بصفقة مادية مع أحد ضباط «صيدنايا» بتاريخ 11/6/ 2015، هرع إلى أول حافلة توصل إلى محطة العباسين، وهناك كان المشهد أكثر بشاعة من داخل المعتقل، حيث «كان الشبيحة كالنمل»، وكان منظره -كما يقول- في منتهى الغرابة، نظراً لأن وزنه لم يتجاوز 35 كغ، وكان الدم يملأ وجهه بسبب سعال الدم نتيجة إصابته بالسل.
وحاول «عمر» البحث عن علاج بعدها في مشافي دمشق، ولكن هذه المشافي طردته –كما يقول- بسبب خضوعه لمحكمة ميدانية، فخرج إلى تركيا «جثة هامدة» -حسب وصفه– حيث عُولج لفترة عن طريق فريق «ملهم» التطوعي، وبعد شهرين تعب من صعوبة وتأثير الأدوية على جسده، فسافر إلى مدينة «أزمير» التركية، ومنها إلى اليونان ونظراً لأن الرعاية الصحية فيها سيئة اضطر لتركها إلى مقدونيا وصربيا وسلوفينيا فيما بعد ليستقر به المقام في السويد في الشهر الأخير من عام 2015، وهناك -كما يؤكد عمر- لقي اهتماماً صحياً جيداً وتم إدخاله إلى مشفى في استوكهولم حيث تعرّف داخل المشفى على شاب سويدي عرّفه بدوره على أهله وكانت والدته Eva Hamilton –كما يقول محدثنا- أفضل مسؤول في السويد عام 2009 والمسؤولة التنفيذية للتلفزيون السويدي.
بعد خروج «عمر» من المشفى أرسلته دائرة الهجرة السويدية إلى شمال السويد (مالمو) وهناك –كما يروي- اختلط باللاجئين لمدة 3 أشهر، وكانت ظروف العيش صعبة ووجد أن أفضل وسيلة لتعلم اللغة السويدية هم كبار السن لكونهم صبورين ويتوقون لالتقاء الناس للخروج من العزلة، فتعلّم معهم –كما يقول محدثنا- دروس اللغة والحياة، في الشهر الرابع من العام الحالي أرسلت له Eva ليعيش مع أسرتها كواحد من أبنائها، وشجعته السيدة السويدية على الظهور على القنوات السويدية لشرح معاناة المعتقلين وجوانب من تجربة اعتقاله، وقدم كلمة عن تجربة اعتقاله في اجتماع أقامته منظمة «روتاري» التي تدعم مرضى شلل الأطفال، كما شارك في نشاط لمجموعة من الناشطين السوريين في «استوكهولم» وخلال ذلك أجرى العديد من المقابلات مع التلفزيون السويدي وصحيفة "Aftonbladet" السويدية وصحيفة «أخبار التلفزيون» السويدي للتعريف بالثورة السورية وتسليط الضوء على تجارب وضحايا الاعتقال في سجون النظام.